# Rockford IceHogs (UHL)
Rockford IceHogs byl profesionální americký klub ledního hokeje, který sídlil v Rockfordu ve státě Illinois. V letech 1999–2007 působil v profesionální soutěži United Hockey League. IceHogs ve své poslední sezóně v UHL skončily ve finále play-off. Své domácí zápasy odehrával v hale BMO Harris Bank Center s kapacitou 5 895 diváků. Klubové barvy byly červená, černá a bílá.

## Úspěchy
- Vítěz Colonial Cupu ( 1× )
  - 2006/07

## Přehled ligové účasti
Zdroj: 
- 1999–2000: United Hockey League (Západní divize)
- 2000–2001: United Hockey League (Jihozápadní divize)
- 2001–2007: United Hockey League (Západní divize)